# MGM Grand Las Vegas
Az MGM Grand Las Vegas egy szálloda és kaszinó, amely a Nevada állambeli Paradise területén, a híres Las Vegas Stripen található. A hotel a Vici Properties tulajdonában van, az MGM Resorts International üzemelteti. Az üdülőközpontot Kirk Kerkorian hozta létre az MGM Grand, Inc. nevű vállalatán keresztül. Kerkorian korábban már tervezett egy másik MGM Grand szállodát, amely 1973-ban nyílt, 1986-ban Bally’s névre keresztelték, majd 2022-ben Horseshoe lett az új neve.
Az új MGM Grand tervezése 1989-ben vette kezdetét, majd a létesítmény 1993. december 18-án nyitotta meg kapuit. Több mint ötezer szobájával ekkoriban ez volt a világ legnagyobb szállodája. Az épület nagyrésze 30 emeletes, kivéve egy 14 emeletes szárnyat, amely 1975-től Marina Hotelként működött korábban. A kaszinó 15 930 négyzetméteres területen terül el, ezzel a nyitás idején a világ legnagyobb kaszinójának számított. Kezdetben a tematikát az 1939-es Óz, a csodák csodája című MGM film ihlette, de ezt a témát 1996-tól egy kétéves átalakítás során elhagyták.
Az MGM Grand eredetileg egy 13 hektáros vidámparkkal, az MGM Grand Adventures-szel is rendelkezett, amely az üdülőközponttól északkeletre működött. Maga az építkezés és a park összesen 1 milliárd dollárba került. Az MGM Grand Adventures 2000-ben bezárt, a helyén pedig a The Signature at MGM Grand apartmanszálloda és egy Topgolf létesítmény jelent meg.
A szállodában több híres séf, például Emeril Lagasse, Michael Mina és Joël Robuchon éttermei is megtalálhatók voltak. 1997-től 2012-ig az ikonikus Studio 54 éjszakai klub is működött itt, amely az eredeti New York-i klub relikviáit mutatta be. Az MGM Grand számos szórakoztató létesítményt kínál, például az MGM Grand Garden Arénát, ahol többek között a Kà előadás és David Copperfield bűvészműsora is állandó programnak számított.

## Története
Az ingatlan eredetileg a Tropicana Country Club és a Golf Club Motel helyszíne volt, mindkettő az 1960-as években nyílt meg.

### Marina (1975–1990)
Tom Wiesner, Clark megye egyik biztosa, 1972-ben alapította a Southwest Securities Development Company-t, majd később létrehozta a Wiesner Investment Company-t is. 1973 novemberében a Southwest Securities tervezte a Marina Hotel felépítését, amely közvetlenül a Golf Club mellé került volna; maga a Golf Club is felújítást kapott volna. A Marina szállodát végül a Wiesner Investment Company építette és 1975. május 1-jén nyitotta meg.
A Marina egy 14 emeletes, 714 szobás szálloda volt, amely kaszinót, két éttermet és egy szórakoztató lounge-ot is kínált. A kaszinó működtetését eredetileg Allen Glick vállalata, az Argent Corporation végezte. A Fred Harvey Company lett felelős a hotel, az éttermek és a további egységek irányításáért; a cég korábban több más Marina nevű hotelt is üzemeltetett az Egyesült Államokban. Közben a szomszédos Golf Club Motel később Mariner néven működött tovább, majd 1986-ban lebontották, hogy parkoló legyen a Marina számára.
Pénzügyi gondok miatt 1987 februárjában a Marina 700 000 dollárral tartozott az adóhatóságnak. A Southwest Securities, mint tulajdonos, szintén pert indított, hogy 393 000 dollár elmaradt bérleti díjat követeljen a szálloda üzemeltetőitől. A Marina 1987 márciusában csődvédelmet kért, és áprilisban ideiglenesen be is zárták a kaszinót, mert a készpénzállomány a jogszabályban előírt 256 000 dollár alá csökkent.
1989-ben Wiesner és partnerei úgy döntöttek, eladják a Marina Hotelt Kirk Kerkoriannak és cégének, az MGM Grand, Inc.-nek. Ezzel együtt megvásárolta a Marina mögötti Tropicana Country Clubot is. Kerkorian bejelentette, hogy a területen új MGM Grand Hotelt és tematikus parkot szeretne építeni – ez is része volt annak a stratégiának, hogy Las Vegas a családokat is célzó üdülőhely legyen. Korábban már 1973-ban is nyitott MGM Grand szállodát a Strip középső részén, amelyet 1986-ban Bally’s-ra neveztek át. A mostani MGM Grand a Strip déli végén, a Tropicana és a Las Vegas Boulevard kereszteződésénél található.
Kerkorian 80 millió dollárért vette meg a Marina szállodát, az adásvétel 1990 januárjában zárult le. Az épületet átépítették, és rövid ideig MGM Marina néven üzemelt. Ugyanabban az évben bezárták a Tropicana Country Clubot, majd 1990. november 30-án az MGM Marina is befejezte működését, hogy helyet adjon a leendő MGM Grandnak. A Marina épületét beolvasztották az új MGM Grandba, ma ez képezi a szálloda West Wing (Nyugati szárny) részét.

### MGM Grand (1993–jelen)
Az MGM Grand alapkőletételét, amelyet nagymértékben az Óz, a csodák csodája tematikája inspirált, 1991. október 7-én tartották. Az épület szerkezetkész állapotát 1993. február 23-án ünnepelték egy topping off ceremóniával. Clifford S. Perlman kaszinóvezető lett felelős az üdülőhely és a tematikus park (amely MGM Grand Adventures néven ismert) irányításáért. Az MGM Grand és a park összesen 45 hektáron terült el, a teljes beruházás elérte az 1 milliárd dollárt.

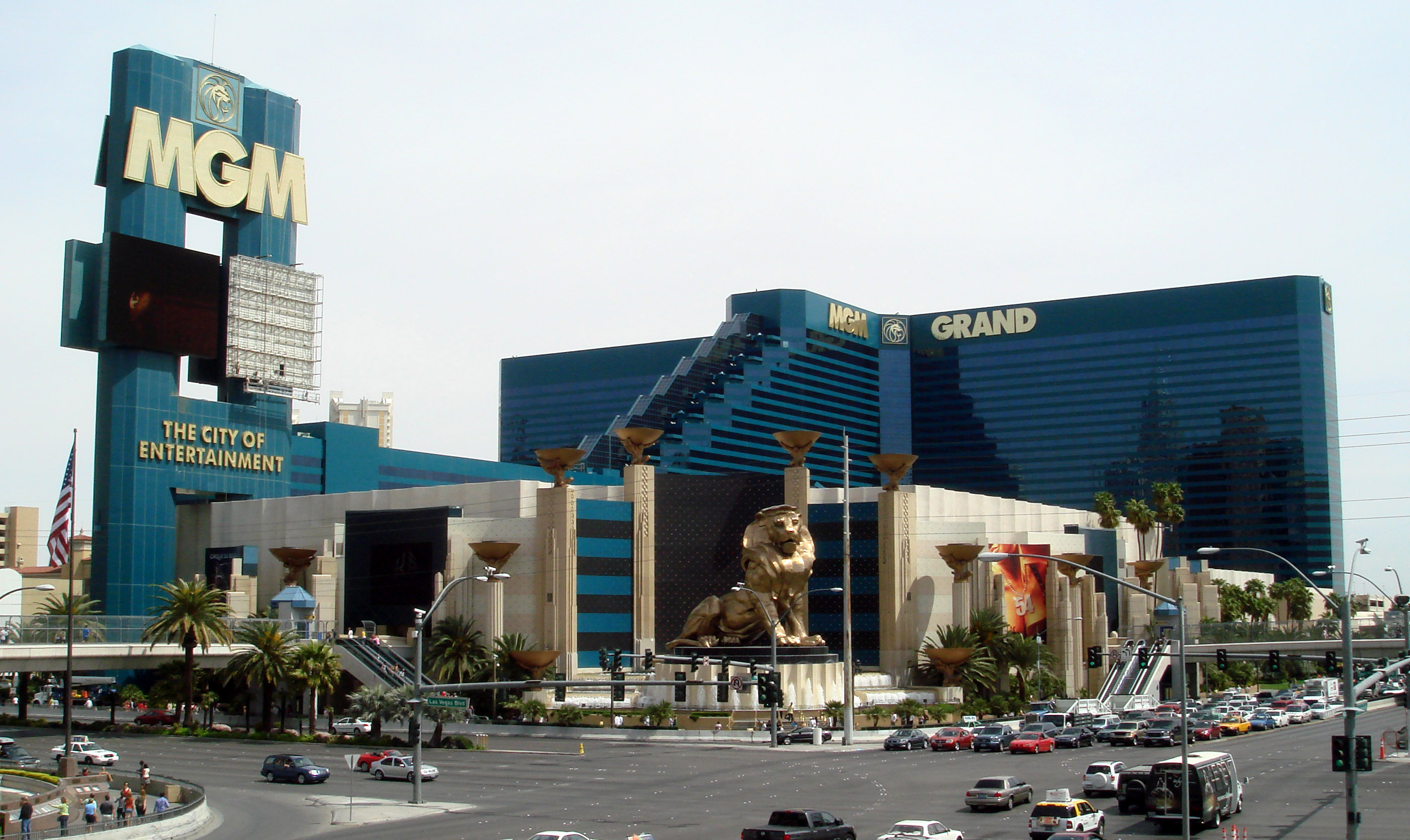
Az MGM Grand és a Strip felőli reklámtáblája 2008-ban

Az üdülőközpont 1993. december 18-án reggel nyitotta meg kapuit a nagyközönség előtt, előtte egy 3000 fős VIP parti zajlott. Maga a nyitás három hónappal az eredetileg tervezett időpont előtt történt, mivel az építkezés a vártnál gyorsabban haladt. Az MGM Grand mintegy 8000 főt foglalkoztatott. Nem sokkal később egy 76 méter magas, látványos reklámtáblát is felállítottak a Stripen, amely az egyik legnagyobbnak számított Las Vegasban. 1995-ben egy egysínű vasútvonalat indítottak, amely az MGM Grandot a Bally’s szállodával kötötte össze – ez később a Las Vegas Monorail elődje lett. Az MGM Grand 1996-ban négycsillagos minősítést kapott a Mobil Travel Guide-tól.
1996-ban, halálát megelőző éjszaka, Tupac Shakur rapper is az MGM Grandban járt: részt vett a Bruce Seldon–Mike Tyson bokszmeccsen, majd a hotel előcsarnokában összetűzésbe keveredett Orlando Anderson bandataggal, mielőtt a Strip közelében lelőtték volna még azon az éjjelen.
1996 nyarán az MGM Grand, Inc. átfogó, többlépcsős, harminc hónapos felújításba kezdett. A vállalat elnöke, Terrence Lanni elmondta, hogy az volt a célja, hogy a vendégek úgy érezzék, mintha egy nagy filmsiker premierjére érkeznének, és amikor kész lesz a felújítás, minden a szórakozásról fog szólni. Ekkor az Óz tematikát szinte teljesen elhagyták, ami után a bevételek jelentős növekedést mutattak. Az üdülőhely 10. évfordulójára újabb fejlesztésekkel készültek, hogy lépést tartsanak a közelben nyíló Mandalay Bay-jel. A szobákat 2011–2012-ben, több mint tíz év után először újították fel, mintegy 160 millió dollár értékben. A West Wing szárnyat 2022-ben, felújítás után Studio Towerre nevezték át.
2020 januárjában az MGM Resorts bejelentette: eladja az üdülőhelyet az MGM Growth Properties és a Blackstone Group közös vállalatának, ahol előbbi 50,1, utóbbi pedig a fennmaradó részesedést birtokolta. Az MGM Grandot az MGM Resorts bérelte vissza, így továbbra is ők üzemeltették. Az ügylet egy hónappal később zárult le. 2022 áprilisában a Vici Properties megvásárolta az MGM Growth Properties-t, 2023 januárjában pedig a Blackstone részesedését is átvette, így az MGM Grand teljes egészében a Vici tulajdonába került.

## Leírás
Veldon Simpson volt az MGM főépítésze, míg az eredeti belsőépítészeti munkákat a Henry Conversano & Associates, valamint a Miller & Jedrziewski Associates cégek végezték.

### Hotel és kaszinó

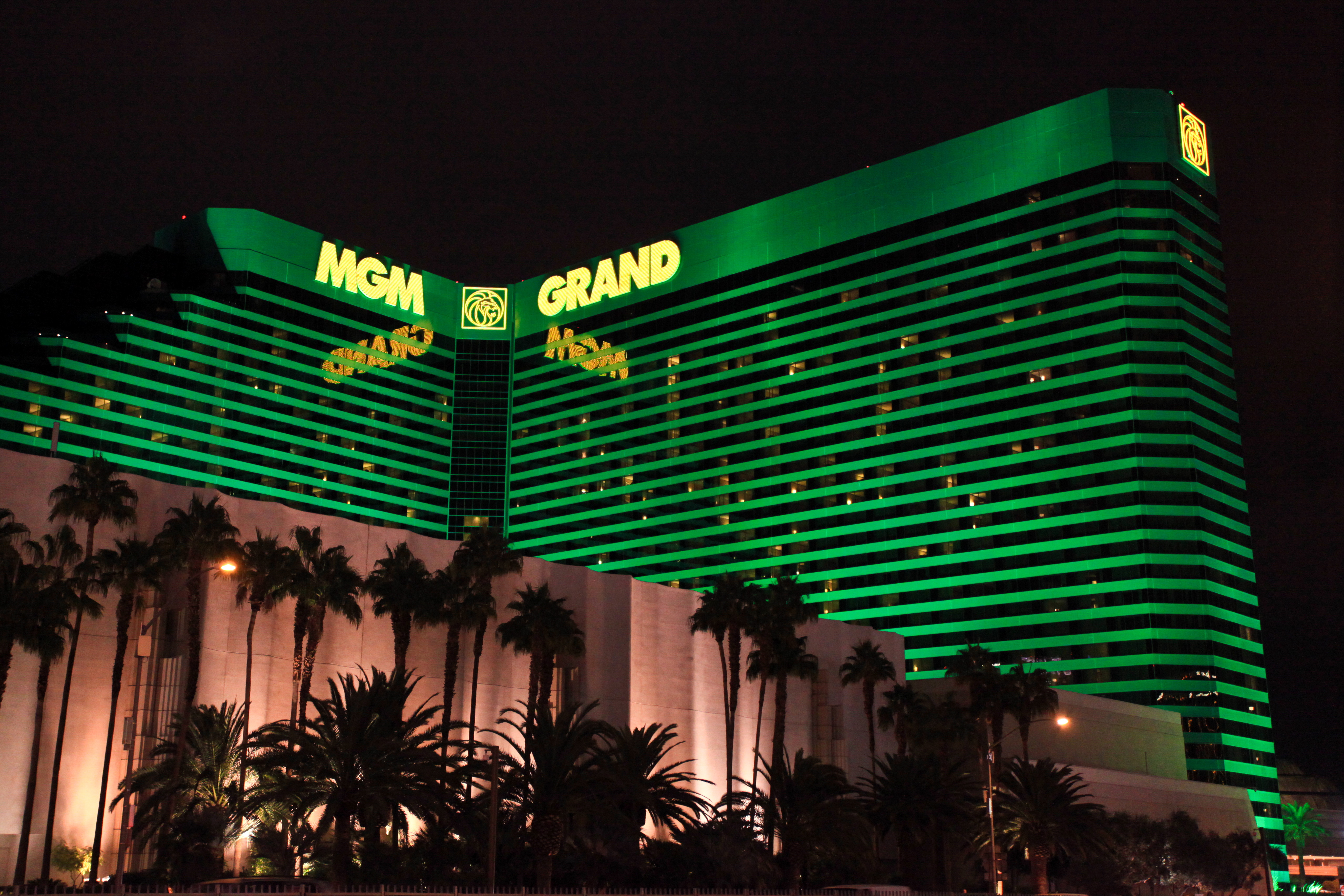
Az MGM zöld homlokzata éjszaka

Az MGM Grand jelenleg 5044 szobával rendelkezik; a hotel tornyai akár 30 emelet magasra nyúlnak, miközben a régi nyugati szárny továbbra is 14 emeletes maradt. A szálloda eredetileg 5005 szobával nyitott, így a világ legnagyobb szállodájának számított, megelőzve az orosz Rossiya Hotelt. Mai napig ez a legnagyobb egybefüggő épületű szálloda az Egyesült Államokban.
A megnyitás idején a komplexum adta a világ legnagyobb kaszinóját is, amely 15 930 négyzetméteren terült el. 3500 nyerőgép és 165 asztali játék várt itt a vendégekre. A kaszinót négy tematikus részre osztották, köztük az Emerald City Casino-ra, amelyet az Óz, a csodák csodája inspirált – itt jelmezes animátorok és animatronikus figurák hozták vissza a film hangulatát. A főbejáratnál hét emelet magas kupola fogadta a vendégeket, mennyezete látványosan váltakozott éjszakai és nappali megjelenéssel, a „The Wizard's Secret” nevű 15 perces bűvészműsor pedig mozgó padlót alkalmazott. További tematikus zónák: a Hollywood Casino (filmvilág-hangulat), a Monte Carlo Casino (nagy tétes vendégeknek) és a Sports Casino, ahol sportfogadásokra kínáltak lehetőséget.
A szobák is tematikusan kialakítottak voltak, például Casablanca, Hollywood vagy amerikai déli stílusban. A fő tematika kezdetben végig az Óz, a csodák csodája volt. A külső homlokzatot zöld üvegpanelek borították, ezzel is az Emerald City-re utalva. Blair Kamin, a Chicago Tribune építészkritikusa szerint a film és Óz-tematika kevéssé volt átgondolt, a külső inkább egy átlagos irodaházra hasonlított, amit egy rajzfilmszerű oroszlánfej díszített. A szálloda méretét is túlzónak, sőt olykor zavarónak tartotta, emiatt már bejáratkor térképet adtak a vendégeknek.
Kezdetben 50 Lion’s Share játékgépet helyeztek el, amelyek több mint 2 millió dolláros jackpotot kínáltak. Később már csak egy ilyen gép maradt, amely valóságos rajongótáborra tett szert, és a kaszinó legkedveltebb automatájává vált. 2014-ben végül egy New Hampshire-i házaspár nyerte meg a főnyereményt, utána a gépet kivonták a forgalomból.
2000-ben az MGM Grand műszakilag úttörő megoldással külön regisztrációs és foglalási pultot nyitott a McCarran Nemzetközi Repülőtéren. Ilyen szolgáltatást korábban Las Vegasban csak a vele szemben lévő New York-New York Hotel vezetett be.

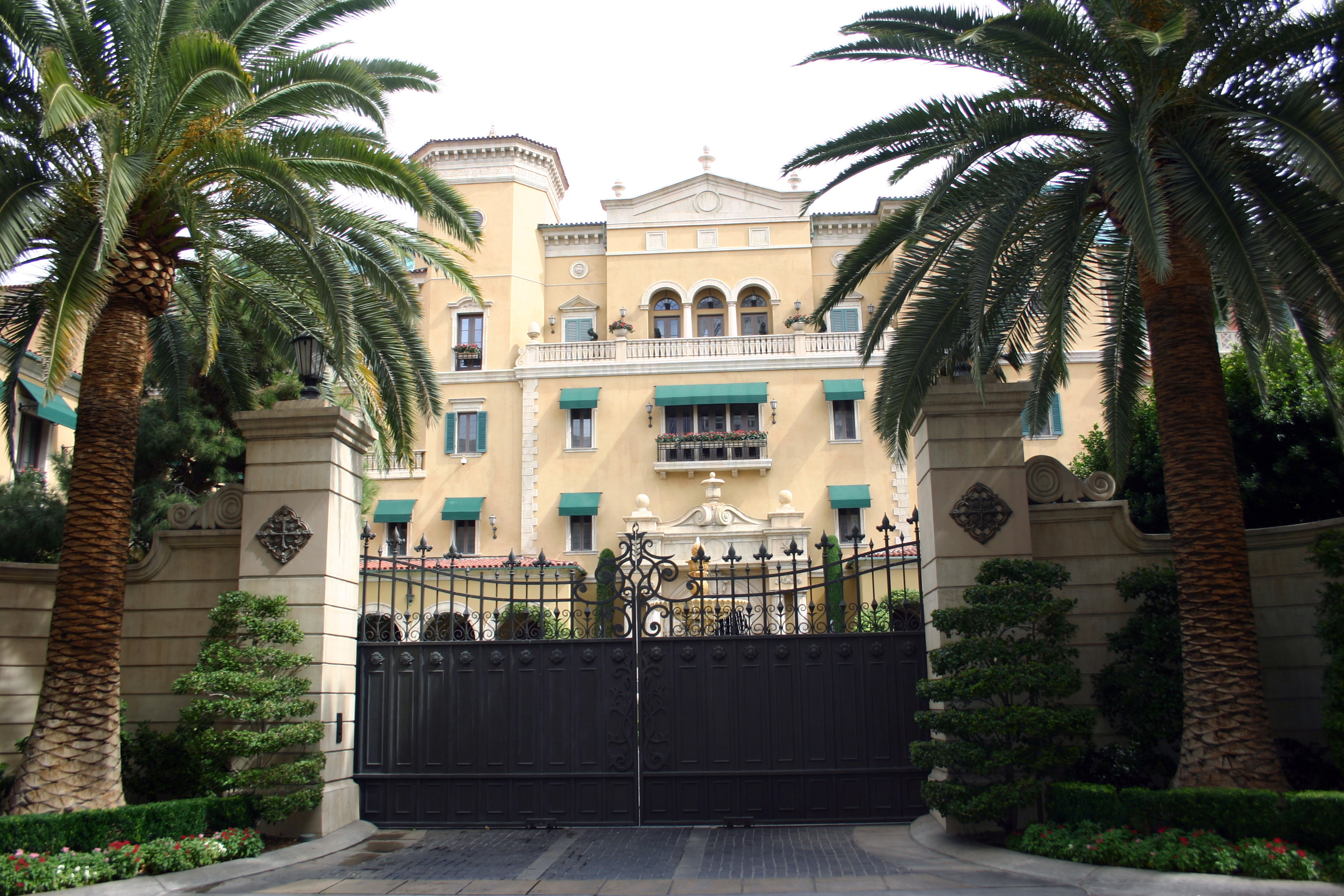
A Mansion külseje

A The Mansion, egy exkluzív, elzárt privát lakosztályokat és villákat kínáló rész a legtehetősebb vendégek számára, 1999 májusában nyitott, Toszkán ihletésű építészettel. Két évvel később a villákat és az étkezdét már a nagyközönség is igénybe vehette.
2001-ben az MGM Grand szorgalmazta a zárt körű, a nagyközönség elől elzárt privát kaszinók legalizálását. A nevadai törvényhozás ezt követően módosította a szabályozást, így lehetővé vált olyan játéktermek működése, ahol minimum 500 000 dollárral rendelkező és legalább 500 dollárt játszó vendégek játszhattak. 2002 augusztusában az MGM Grand lett az első ilyen nevadai kaszinó, noha a szolgáltatás iránt később minimális volt a kereslet.
2005-ben mutatták be a Skylofts at MGM Grand lakosztályokat: ezek 51 prémium apartmant jelentenek a két felső emeleten, Tony Chi tervei alapján, hangsúlyosan modern, városi stílusban, kifejezetten gazdag vendégeknek. 2006-tól kezdve három apartman-torony is megnyílt The Signature at MGM Grand néven.

### Homlokzat

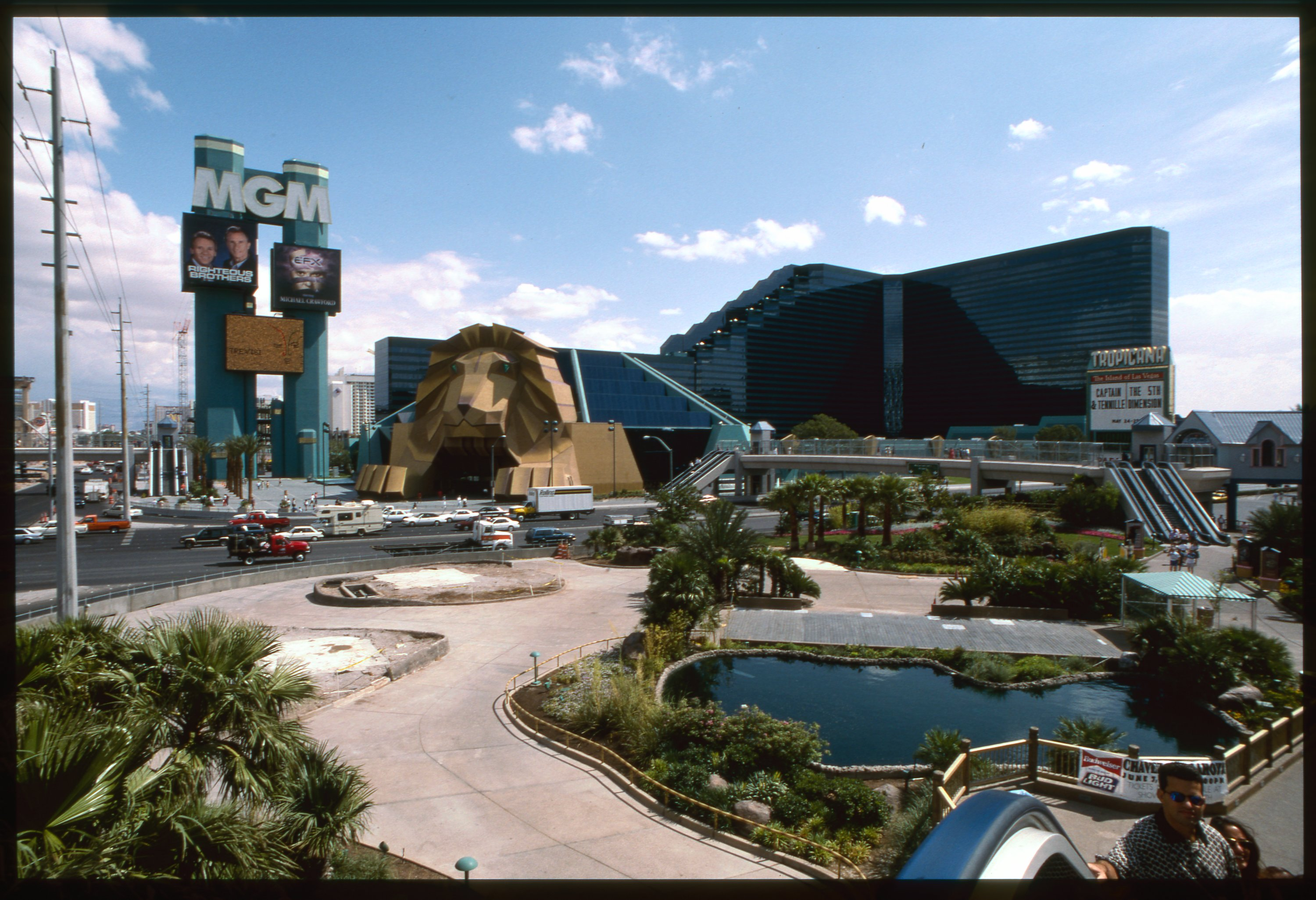
Az eredeti MGM oroszlános bejárat 1996-ban, a szemközti Tropicana üdülőhely felől nézve

Az MGM eredeti, Strip felőli homlokzata egy hatalmas, üvegszálas, szögletes oroszlánfejet ábrázolt, amely alatt a vendégek a zárt oroszlánszájon keresztül léphettek be. Az oroszlán 27 méter magas volt, és egy mesés, rajzfilmszerű változatát mutatta be az MGM híres Leo the Lion logójának. A dizájn miatt az ázsiai vendégek számára úgy tűnt, mintha az állat száján keresztül mennének be – ez viszont a kínai hagyományok szerint balszerencsét hoz. Emiatt 1996 májusában bejelentették, hogy az oroszlános főbejáratot eltávolítják; a bontás 1997. május 13-án kezdődött, és két hétig tartott. Helyére egy vadonatúj, 40 millió dolláros homlokzat került.
Az új homlokzat központi eleme egy oroszlánszobor lett, amely 50 tonnát nyom és 14 méter magas, egy 7,5 méteres talapzaton áll — jelenleg ez az USA legnagyobb bronzszobra. A szobrot Snellen Johnson tervezte, és arizonai műhelyében, az American Art cégnél készítette el; először egy 11 tagú csapat formázta meg habból a mintát, amely alapján megalkották a végleges művet.
1997 novemberében a létesítmény 18 LED képernyőt telepített, ebből 15 a hotel külterületén kapott helyet promóciós és szórakoztató céllal. Egy hónappal később már zajlott az oroszlánszobor elhelyezése, ekkor került fel a monumentális, 2 300 kg-os mancs is. A látványt teljessé teszi 11 bronz hatású, üvegszálból készült szárnyas, Atlaszra emlékeztető férfiszobor, amelyek egyenként 5 méter átmérőjű tálakat tartanak. Ezek az oroszlánszobor, vízi látványelemek és LED képernyők társaságában alkotják az új bejáratot, amelynek építési munkáit 1998 februárjára fejezték be.

## Élő előadások

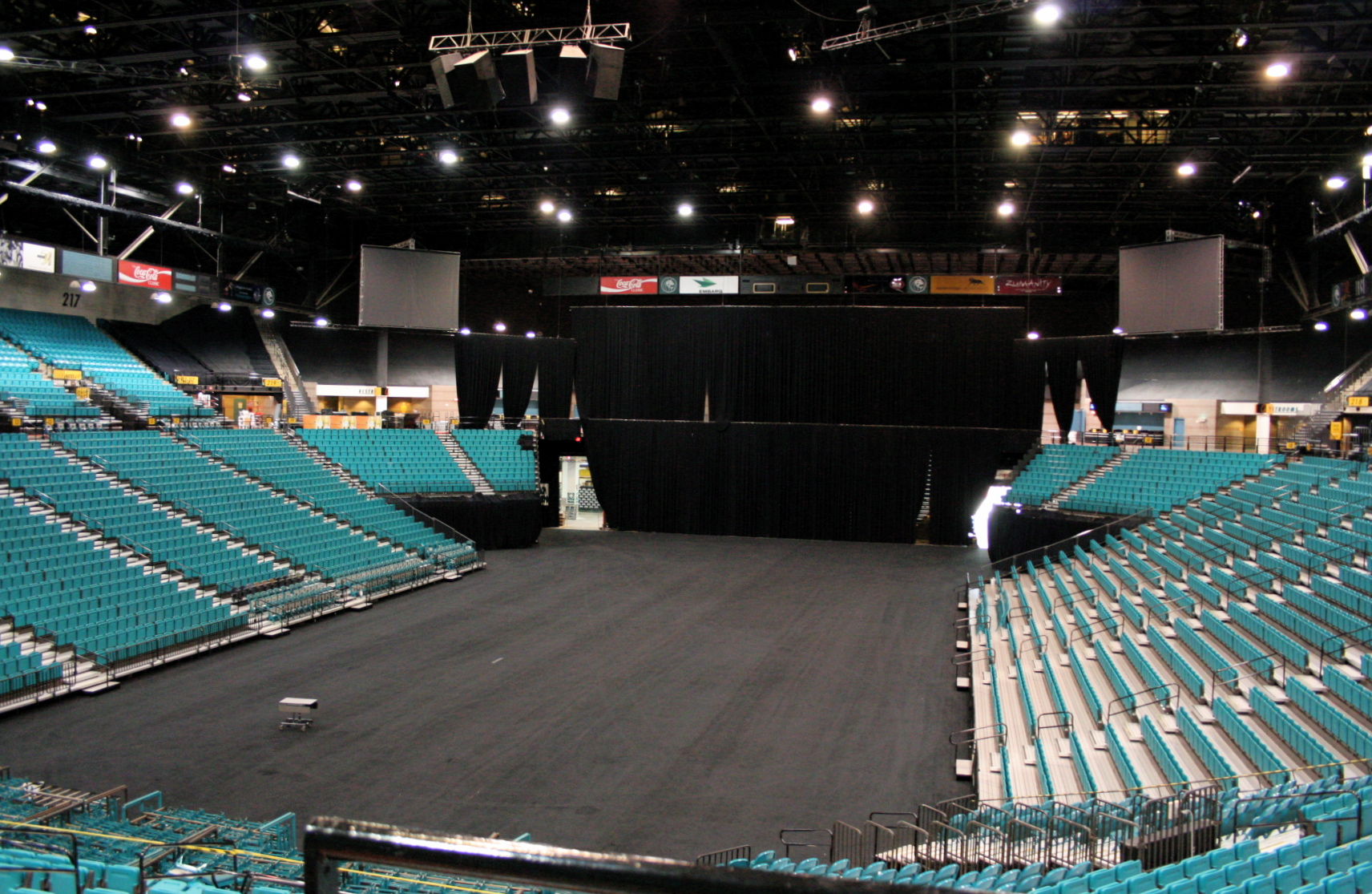
MGM Grand Garden Arena

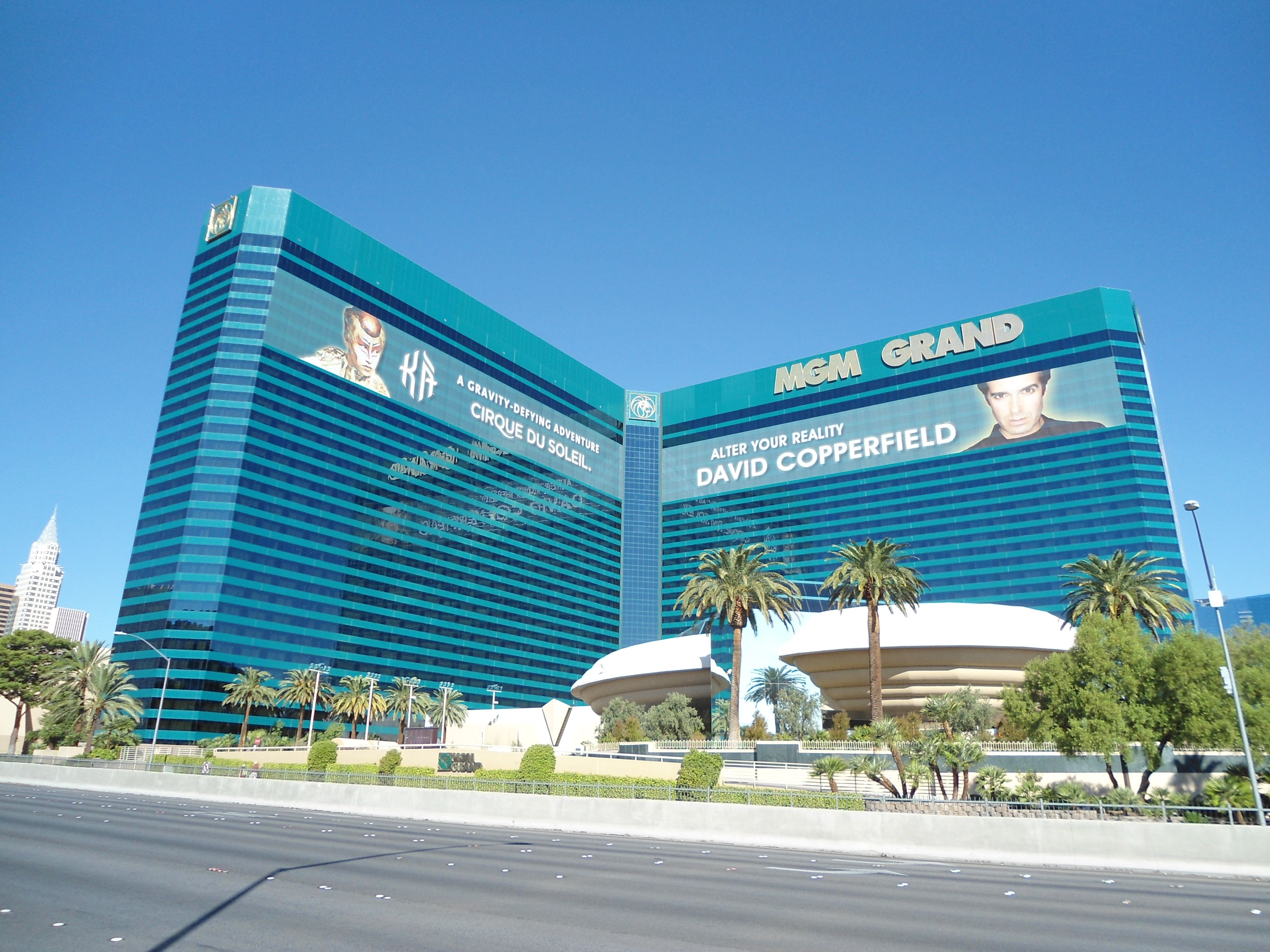
Kültéri molinók, amelyek a Kà show-t és David Copperfield bűvészműsorát népszerűsítik, 2011-ben

Az üdülőhely eredetileg a 15 200 férőhelyes MGM Grand Garden Arenát, az 1700 férőhelyes Grand Theatre-t, valamint a 630 férőhelyes Hollywood Theatre-t foglalta magában.
1995-től 2002-ig itt futott az EFX nevű produkciós show, amelyben több híres előadó is főszerepet kapott, például Michael Crawford, David Cassidy, Tommy Tune és Rick Springfield.
1999-ben a szálloda elindította az amerikai Wheel of Fortune (Szerencsekerék) tévéjáték helyi változatát is, ahol a közönség tagjai is játszhattak és pénzt nyerhettek. Ez a műsor 2001-ben ért véget, egy olyan 400 férőhelyes teremben rendezték, amely korábban a „Catch a Rising Star” komédiaklub-hálózatnak adott otthont.
David Copperfield bűvész már hosszú évek óta rendszeresen fellép az MGM-ben; 2000 óta szórakoztatja itt a vendégeket. A Cirque du Soleil társulat Kà című előadását 2005 óta folyamatosan műsorra tűzik az üdülőhelyen, egy közel 2000 férőhelyes, kifejezetten erre a produkcióra tervezett színházban.
2001-ben az üdülőhelyen debütált a La Femme című topless műsor, amely a párizsi Crazy Horse kabaré hangulatát idézte meg. A show készítői azért választották a La Femme nevet, mert Las Vegasban már létezett egy Crazy Horse Too nevű sztriptízklub, amely jogi lépéseket tett a névhasználat miatt. Végül az előadás 2007-ben átvette a Crazy Horse nevet, majd 2012-ben bezárt. Egy évvel később Jeff Beacher nyitotta meg a Beacher’s Madhouse című műsorát ugyanezen a helyszínen. 2015-től a Jabbawockeez tánccsoport lép fel itt, és 2025-ig szól a szerződésük.
Brad Garrett comedy klubja 2012 márciusában nyílt meg, 283 férőhellyel, eredetileg az MGM Underground területén. A helyszín számos komikusnak adott otthont, köztük magának Brad Garrettnek is. 2022-ben a klub átköltözött a forgalmasabb The District területére, ahol a korábbi China Tang étterem helyét vette át. Bár az új helyszín népszerűbb volt, a nézőtér kapacitása 210 főre csökkent.

## A populáris kultúrában
Az MGM Grand több vígjátékfilmben is feltűnt.
- Az üdülőhely kiemelt szerepet kapott a Pofonláda (1996) című filmben.[142][143][144]
- A Bárbarátok (1996) filmben utalás történik a Óz, a csodák csodája témára: az egyik karakter, Trent, felszed egy pincérnőt, akinek a barátnője Dorothy Gale jelmezben dolgozik az MGM-ben.[145][146]
- A Vegasi vakáció (1997) végén szintén látható az MGM: ez az a kaszinó, ahol a Griswold család visszanyeri a pénzét egy keno játék során.[147]
- A Ha szorít a szorító (2000) fináléjában is megjelenik az MGM Grand.[148][149]
- Az Ocean’s Eleven – Tripla vagy semmi (2001) filmben a három kirabolt kaszinó egyike az MGM Grand;[150] és a filmben egy megrendezett címegyesítő bokszmeccs (Lennox Lewis és Wladimir Klitschko között) is nagy hangsúlyt kap.[151][152]

Az MGM Grand a televízióban is visszaköszönt:
- Egy 2001-es CSI: A helyszínelők epizódban („Table Stakes”) látható.[153]
- A Versenyfutás a világ körül 15. (2009)[154][155] és 24. (2014) évadaiban szintén szerepel az üdülőhely;[156] a 15. évad fináléjában például a versenyzőknek az MGM Grandon belül kellett megtalálniuk Wayne Newtont.
- A Bukott angyalok sorozatban (2014–15) az MGM Grand David Whele főhadiszállásaként szolgál.[157]

## Fordítás
Ez a szócikk részben vagy egészben  a   MGM Grand Las Vegas című angol Wikipédia-szócikk fordításán alapul.  Az eredeti cikk szerkesztőit annak laptörténete sorolja fel. Ez a jelzés csupán a megfogalmazás eredetét és a szerzői jogokat jelzi, nem szolgál a cikkben szereplő információk forrásmegjelöléseként.